# Bonaventura Vicentini
Bonaventura Vicentini (L'Aquila, 1º febbraio 1833 – L'Aquila, gennaio 1908) è stato un politico italiano.

## Biografia
Nacque all'Aquila nel 1833 da Giocondo e Geltrude Centofanti ed era fratello minore di Augusto Antonio, poi arcivescovo della città. Di posizioni clericali e filocattoliche, Bonaventura fu sindaco dell'Aquila tra il 1896 e il 1900. Morì nella sua città natale nel 1908.